# Conseil d'État du canton de Neuchâtel
Pour les autres articles nationaux ou selon les autres juridictions, voir Conseil d'État.
Le Conseil d'État est le gouvernement du canton de Neuchâtel en Suisse. Il est composé de cinq départements dirigés par les conseillers d'État, élus au suffrage universel pour quatre ans. Il élit son président chaque année en son sein. 
Lorsque Neuchâtel était encore une principauté, jusqu'en 1848, le Conseil d'État était la plus haute instance politique à Neuchâtel, chargée d'exécuter les ordres du prince, sous la présidence du gouverneur.

## Le conseil personnel des Orléans-Longueville
En raison de leur éloignement, les Orléans-Longueville se font représenter à Neuchâtel par un gouverneur dès 1529 et forment un conseil pour s'occuper de certaines affaires.

## Le Conseil d'État durant l'Ancien Régime (1580-1848)
En 1580, le conseil prend le nom de Conseil d'État. Ses attributions et le nombre de membres qui constituent le Conseil varient au cours du temps. Au XVIIIe siècle, il se compose généralement de 21 personnes et d'un membre surnuméraire. Les conseillers sont nommés par le prince sur recommandation des conseillers d'États eux-mêmes. Les séances se déroulent sous la présidences du gouverneur ou du doyen du Conseil, lorsque le gouverneur est absent, ce qui semble être le cas la majeure partie du temps.

## Composition (2021-2025)
Le second tour de l’élection au Conseil d’État se déroule le 9 mai 2021. Il est marqué par le retour à une majorité de droite à l’exécutif cantonal après 8 ans de majorité de gauche.
| Nom            | Parti | Suffrages | Département |
| -------------- | ----- | --------- | --- |
| Alain Ribaux   | PLR   | 25 197    | Département de l’économie, de la sécurité et de la culture (DESC) |
| Laurent Favre  | PLR   | 25 175    | président, chef du Département du développement territorial et de l'environnement (DDTE) |
| Florence Nater | PS    | 24 724    | Département de l'emploi et de la cohésion sociale (DECS) |
| Laurent Kurth  | PS    | 24 356    | vice-président, chef du Département des finances et de la santé (DFS). Démissionnaire pour le 29 février 2024                                                                                    |
| Crystel Graf   | PLR   | 23 567    | Département de la formation, de la digitalisation et des sports (DFDS). Le département devient le Département de la formation, des finances et de la digitalisation (DFFD) dès le 1er mars 2024. |
| Frédéric Mairy | PS    | 24 750    | Département de la santé, des régions et des sports (DSRS) |

Le socialiste Frédéric Mairy est élu en remplacement de Laurent Kurth le 26 novembre 2023. Il prend ses fonctions le 1er mars 2024.
| Nom                      | Parti       | Suffrages | Statut   |
| ------------------------ | ----------- | --------- | -------- |
| Alain Ribaux             | PLR         | 18 630    | Non élu  |
| Laurent Favre            | PLR         | 18 520    | Non élu  |
| Laurent Kurth            | PS          | 16 890    | Non élu  |
| Florence Nater           | PS          | 13 996    | Non élue |
| Crystel Graf             | PLR         | 12 576    | Non élue |
| Frédéric Mairy           | PS          | 11 700    | Non élu  |
| Roby Tschopp             | Les Verts   | 11 623    | Non élu  |
| Lionel Rieder            | PLR         | 10 499    | Non élu  |
| Cédric Dupraz            | POP         | 5 992     | Non élu  |
| Sarah Blum               | POP         | 5 979     | Non élue |
| Brigitte Leitenberg      | PVL         | 5 825     | Non élue |
| Nathalie Schallenberger  | Le Centre   | 5 791     | Non élue |
| Mireille Tissot-Daguette | PVL         | 5 333     | Non élue |
| Grégoire Cario           | UDC         | 5 279     | Non élu  |
| Léa Eichenberger         | POP         | 4 040     | Non élue |
| Julien Gressot           | POP         | 3 497     | Non élu  |
| Zoé Bachmann             | SolidaritéS | 3 405     | Non élue |
| Dimitri Paratte          | SolidaritéS | 2 334     | Non élu  |
| Solenn Ochsner           | SolidaritéS | 2 193     | Non élue |
| Vincent Rollier          | Indépendant | 2 071     | Non élu  |
| Thomas Wroblevski        | Indépendant | 988       | Non élu  |

## Composition (2017-2021)
L'élection du Conseil d'État se déroule le 2 avril 2017. Elle est marquée par la réélection au premier tour des cinq conseillers d'États sortants.
| Nom                     | Parti | Suffrages | Département                                                    |
| ----------------------- | ----- | --------- | -------------------------------------------------------------- |
| Jean-Nathanaël Karakash | PS    | 22 715    | Département de l'économie et de l'action sociale               |
| Laurent Favre           | PLR   | 21 957    | Département du développement territorial et de l'environnement |
| Alain Ribaux            | PLR   | 21 626    | Département de la justice, de la sécurité et de la culture     |
| Monika Maire-Hefti      | PS    | 18 092    | Département de l'éducation et de la famille                    |
| Laurent Kurth           | PS    | 17 997    | Département des finances et de la santé                        |

## Composition (2013-2017)
- Laurent Kurth, Département des finances et de la santé (PS)
- Président pour la période du 1er juin 2016 au 29 mai 2017 : Jean-Nathanaël Karakash, Département de l'économie et de l'action sociale (PS)
- Alain Ribaux, Département de la justice, de la sécurité et de la culture (PLR)
- Yvan Perrin (UDC) remplacé par Laurent Favre en novembre 2014, Département du développement territorial et de l'environnement (PLR)
- Monika Maire-Hefti, Département de l'éducation et de la famille (PS)